# Microregione di Litoral Norte Alagoano
Litoral Norte Alagoano è una microregione dello Stato dell'Alagoas in Brasile, appartenente alla mesoregione di Leste Alagoano.

## Comuni
Comprende 5 comuni:
- Maragogi
- Japaratinga
- Porto de Pedras
- São Miguel dos Milagres
- Passo de Camaragibe